# Fernando Carcupino
Fernando Carcupino (23 de julho de 1922 - 21 de março de 2003) foi um pintor italiano, um dos mais importantes do século XX para as ilustrações e quadrinhos
Em 1946, chamado para colaborar com a revista "Asso di Picche" de Mario Faustinelli, ele se tornou parte do chamado Grupo de Veneza com Hugo Pratt, Dino Battaglia, e Damiano Damiani.
Carcupino com Guido Crepax é um dos principais expoentes da história italiana Comics artist história.

## Pinturas mais importantes
- Retrato de um nobre nascido primeiramente nos braços de sua mãe aos dois anos, Milão, junho 1975
- Retrato do Papa Wojtyla nos braços de sua mãe aos dois anos (executado por encomenda do Papa), Vaticano, 29 de junho 1989

## Biografia
- Mircea Mihăieș, Istoria lui Corto Maltese. Pirat, anarhist și visător, 2014
- Hugo Pratt, Dominique Petitfaux, Bruno Lagrange, Il desiderio di essere inutile: ricordi e riflessioni, Lizard, 1996
- Claude Moliterni, Histoire mondiale de la bande dessinée, P. Horay, 1989
- Mircea Mihăieș, Istoria lui Corto Maltese. Pirat, anarhist și visător
- Barbara Cinelli, Flavio Fergonzi, Maria Grazia Messina, Antonello Negri, Arte moltiplicata: L'immagine del '900 italiano nello specchio dei rotocalchi
- Sergio Giuffrida, Riccardo Mazzoni, Giallo: poliziesco, thriller e detective story, Leonardo arte, 1999
- Vittorio Baccelli, Pagine Libere Tre
- Sergio Algozzino, Tutt'a un tratto. Una storia della linea nel fumetto
- Annuario Comed: guida ragionata delle belle arti, Edizione 29, 2002
- Luca Boschi, Irripetibili: le grandi stagioni del fumetto italiano, Coniglio Editore, 2007